# Imma marileutis
Imma marileutis är en fjärilsart som beskrevs av Edward Meyrick 1906. Imma marileutis ingår i släktet Imma och familjen Immidae. Inga underarter finns listade i Catalogue of Life.